# إيان رمزي
إيان رمزي (إنجليزية: Iain Ramsay؛ مواليد 27 فبراير 1988 في برث، أستراليا) هو لاعب كرة قدم فلبيني لعب سابقاً مع تراكتور سازي في دوري المحترفين الإيراني كمدافع. مثّل منتخب الفلبين لكرة القدم دولياً.

## روابط خارجية
- إيان رمزي على موقع الاتحاد الدولي (مؤرشف)  (الإنجليزية)
- إيان رمزي على موقع قاعدة بيانات كرة القدم.إي يو (الإنجليزية)
- إيان رمزي على موقع ناشيونال فوتبول تيمز (الإنجليزية)
- إيان رمزي على موقع Soccerway.com (الإنجليزية)
- إيان رمزي على موقع عالم كرة القدم.نت (الإنجليزية)
- إيان رمزي على فرق كرة القدم الوطنية.كوم